# 中南海
中南海（ちゅうなんかい、簡体字中国語: 中南海、拼音: Zhōngnánhǎi）は、北京市の中心部西城区にある地区であり、かつては紫禁城（現故宮）の西側に隣接する皇帝の離宮だったもので、現在は中華人民共和国政府や中国共産党の中枢の建物群がある場所。
中南海という地名は中国の国家権力中枢、中国共産党総書記、党中央幹部などを指す換喩としても用いられる。「中南海入りする」と言えば「共産党の指導部入りする」ことを意味する。これは、日本における「永田町」、韓国における「汝矣島」、イギリスにおける「ホワイトホール」同様の用法である。

## 中南海の概要
観光客で賑わう故宮や天安門広場のすぐ近く、高さ6メートル余りの赤い壁で囲まれ、一般人の立ち入りが制限された区画が中南海である。地区の南、北京のメインストリートである長安街に面した正門である新華門には、「伟大的中国共产党万岁（偉大なる中国共産党万歳）」、「战无不胜的毛泽东思想万岁（必勝不敗の毛沢東思想万歳）」のスローガンが掲げてある。この中南海の面積は約100ha（中国の単位で1500畝）で、約半分は中海と南海と呼ばれる池が占める。その広さは東京ドーム25個分、東京ディズニーランドと東京ディズニーシーを合わせた面積に相当する。
1898年の戊戌政変で光緒帝が幽閉された南海の小島・瀛台（えいだい）、毛沢東の住居のあった豊沢園、1976年10月「四人組」が逮捕された懐仁堂、中国共産党中央書記処の執務室のある勤政殿など140以上の様々な建物がある。さらには「燕京八景」にも選ばれている水雲榭（すいうんしゃ）、「園中之園」とも呼ばれる静谷などもあり、「皇家園林」（皇帝所有の庭園）時代の施設も残っている。

## 歴史
狭義の中南海は紫禁城の西側にある中海と南海という二つの人工池の合称である。金朝時代、今日の中南海の北半分に太液池と皇帝が夏の離宮として用いていた大寧宮が存在していて、中海の秋の景色は「太液秋波」と称され皇帝章宗によって燕京八景のひとつに選ばれている。元の時代になって今日の北京の地に大都が建設されると、太液池は皇城の一部に組み込まれ、池の周囲に大内・隆福宮・興聖宮の3棟の宮殿が造られた。元の時代の太液池の範囲は今日の北海と中海に相当する。
明の時代になった1406年、永楽帝によって新たな宮殿の造営が始まった。永楽帝の宮殿は元の皇城より敷地が南にずらされた。同時に宮殿の景観を豊かにするべく今日の南海が掘削され、南海の掘削残土と紫禁城の堀にあたる護城河の掘削残土によって、風水の観点から皇城の北に人工の丘、万寿山が築かれた。今日の景山に当たる。これにより北海・中海・南海が太液池と総称され、皇城西苑に属することになった。北海と中海は金鰲玉蝀橋（きんごうぎょくとうきょう）で結ばれ、中海と南海は蜥蜴橋（せきえききょう）で結ばれた。
清代となり、元時代には北海まで建設されていた水路が拡張されるとともに、北海から南に連なる中海と南海が掘られた。この北海・中海・南海の周りを囲むように赤い壁がめぐらされた。御苑の面積は赤い壁の内側までに縮小され、それまで西苑の一部とされていた広大な土地には民家が立ち並ぶようになる。御苑は清朝の歴代皇帝らの避暑や政務の場として用いられた。同治帝と光緒帝の時代、咸豊帝の妃で清朝後期の事実上の権力者だった西太后は間もなく迎えることになるであろう光緒親政の日に備えて、引退後の「養老の地」として隣接する西苑を「小紫禁城」とするための大土木事業を行った。参加する工務所は、興隆、天利、聚豊など当代の大手建築業者数10家であり、工匠人夫はのべ600万人を数え、1日1万人を超えるときも珍しくなかった。事業の費用は白銀3000両におよんだ。

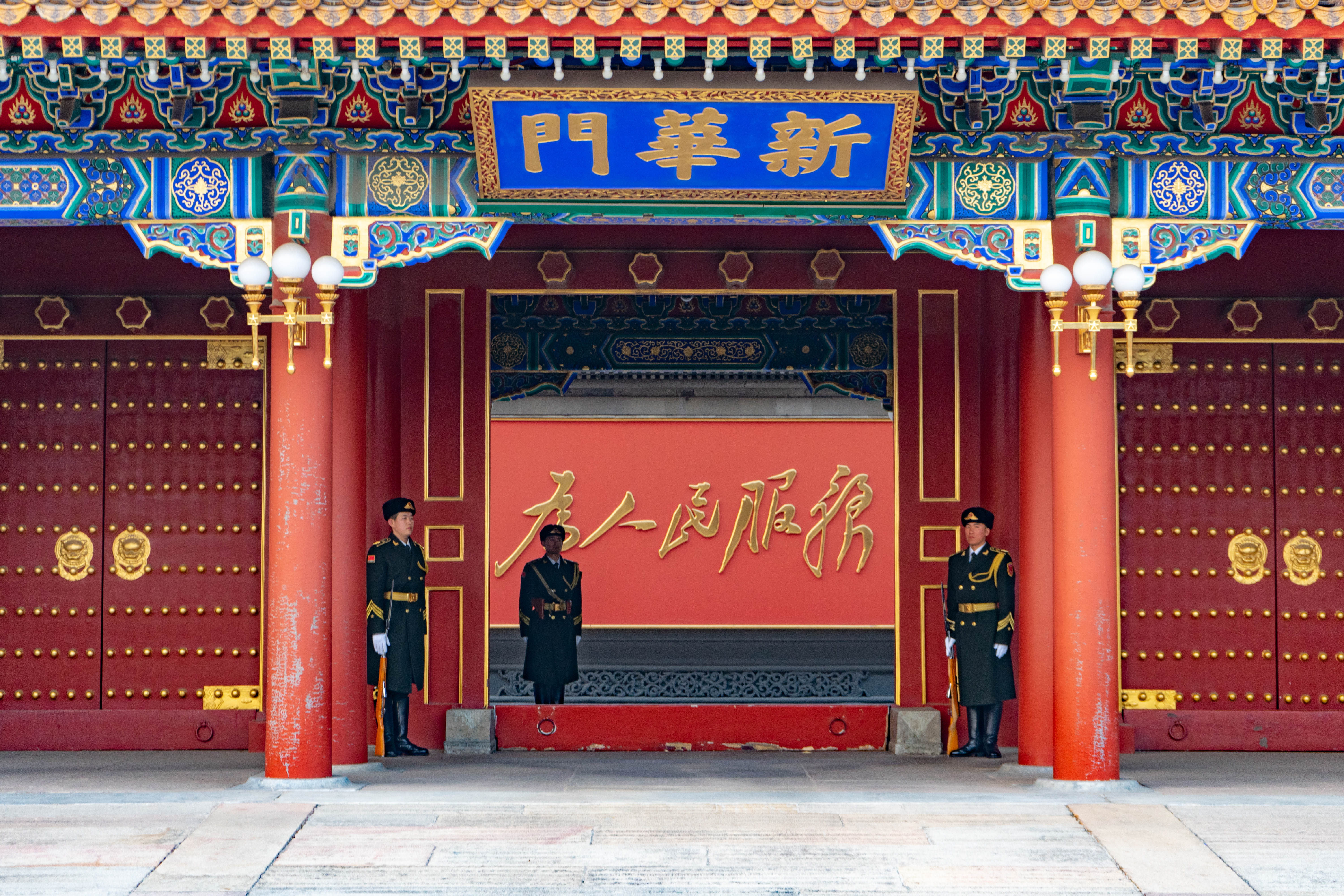
新華門の衛兵

1900年の義和団の乱の際には八カ国連合軍の総司令官アルフレート・フォン・ヴァルダーゼーが北京に到着すると中南海の儀鸞殿（ぎらんでん）が宿舎となった。御苑はロシア軍の駐屯地とされ、略奪の被害に遭った。清朝最後の皇帝愛新覚羅溥儀が即位すると中海の西岸にある集霊囿（しゅうれいゆう）に愛新覚羅載灃のための摂政王府が建てられている。

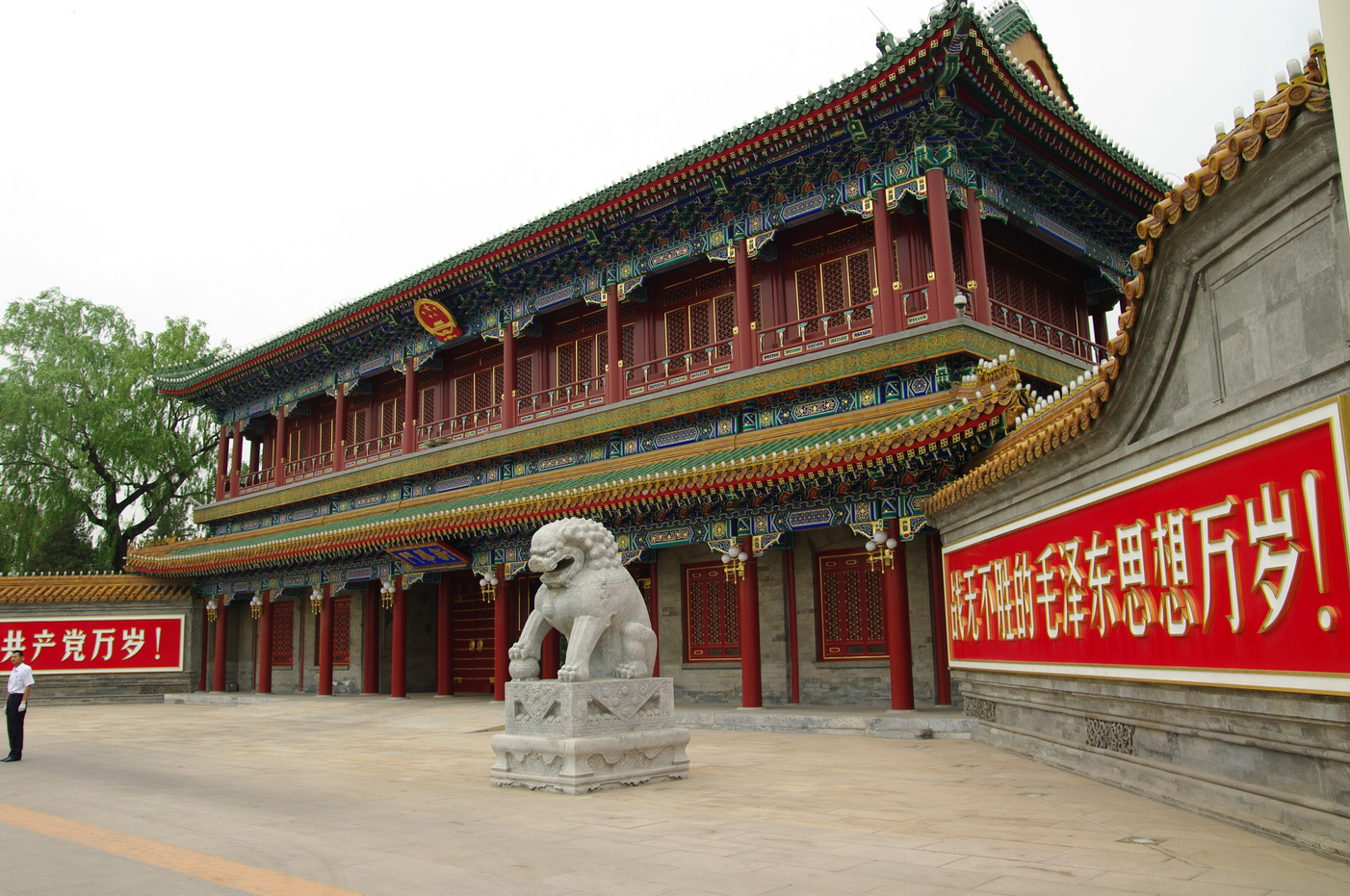
新華門（西長安街）

1911年、辛亥革命によって清朝が滅亡して孫文から袁世凱に中華民国臨時大総統を交代すると南京の臨時大総統府に代わり、中南海は北洋政府の大総統府として用いられるようになり、1915年12月に袁世凱が中華帝国皇帝に即位すると中南海は新華宮と改称されている。袁世凱が帝政を取り消し失意のうちに没した後も中南海は北洋政府大総統と首相の執務の場として用いられ続け、1926年には中南海は大元帥府として張作霖の執務の場となった。1928年に国民政府が南京に遷都した後、中南海は公園として一般に開放された。

## 中華人民共和国建国以降の中南海
1949年に建国された中華人民共和国は北京を再び首都に定め、中南海には中国共産党中央と中央政府（政務院、後の国務院）が置かれ、毛沢東・周恩来・鄧小平ら党や政府の要人の居住区として整備されてきた。

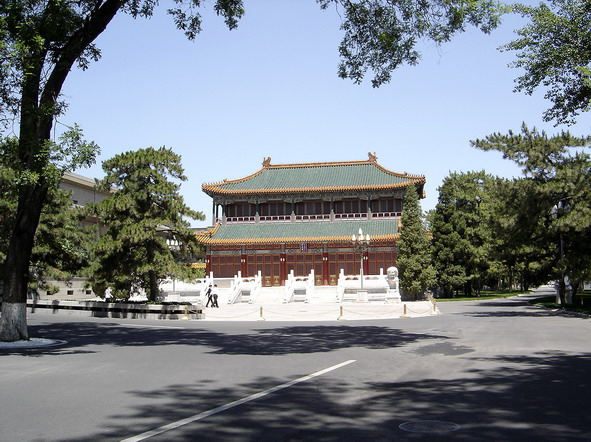
中南海の紫光閣（中海西岸北部）

さらに、中華人民共和国の建国以降も数々の歴史の舞台となった。1972年9月の毛沢東と日本の田中角栄首相との日中首脳会談の舞台ともなった。1976年9月9日に毛沢東が死去した後、「四人組」と華国鋒ら「反四人組連合」による権力闘争が激しさを増し、10月6日の夜「反四人組連合」が、「四人組」のうちの王洪文、張春橋、姚文元の三人を、中南海内の懐仁堂に呼び出し逮捕した（懐仁堂事変）。懐仁堂は、1900年の義和団事件のさいに八カ国連合軍に焼かれて再建されたという歴史的建造物である。政治局会議のほか、中央軍事委員会などの党内の重要な会議はほとんどここで開かれていた。
1987年1月16日に開催された政治局の拡大会議は、その前年暮れから続いていた学生デモの収拾を話し合うものだった。胡耀邦総書記が学生デモに対して取った軟弱な対応を批判され辞任に追い込まれた。会議で厳しい「同士的批判」を浴びた胡は、懐仁堂の外に出てから目に涙を浮かべたとも伝えられる。それから2年あまりのちの1989年4月、同じ懐仁堂で開かれた政治局会議に久々に出席したが、そこで心臓発作に見舞われて倒れた。その死がやがて、学生たちを民主化運動に向かわせる直接のきっかけになった（六四天安門事件）。
瀛台においては、2014年11月11日にアメリカ合衆国大統領バラク・オバマと習近平国家主席（党総書記）との間で、米中中南海会談が開かれている。

## 中南海の実像

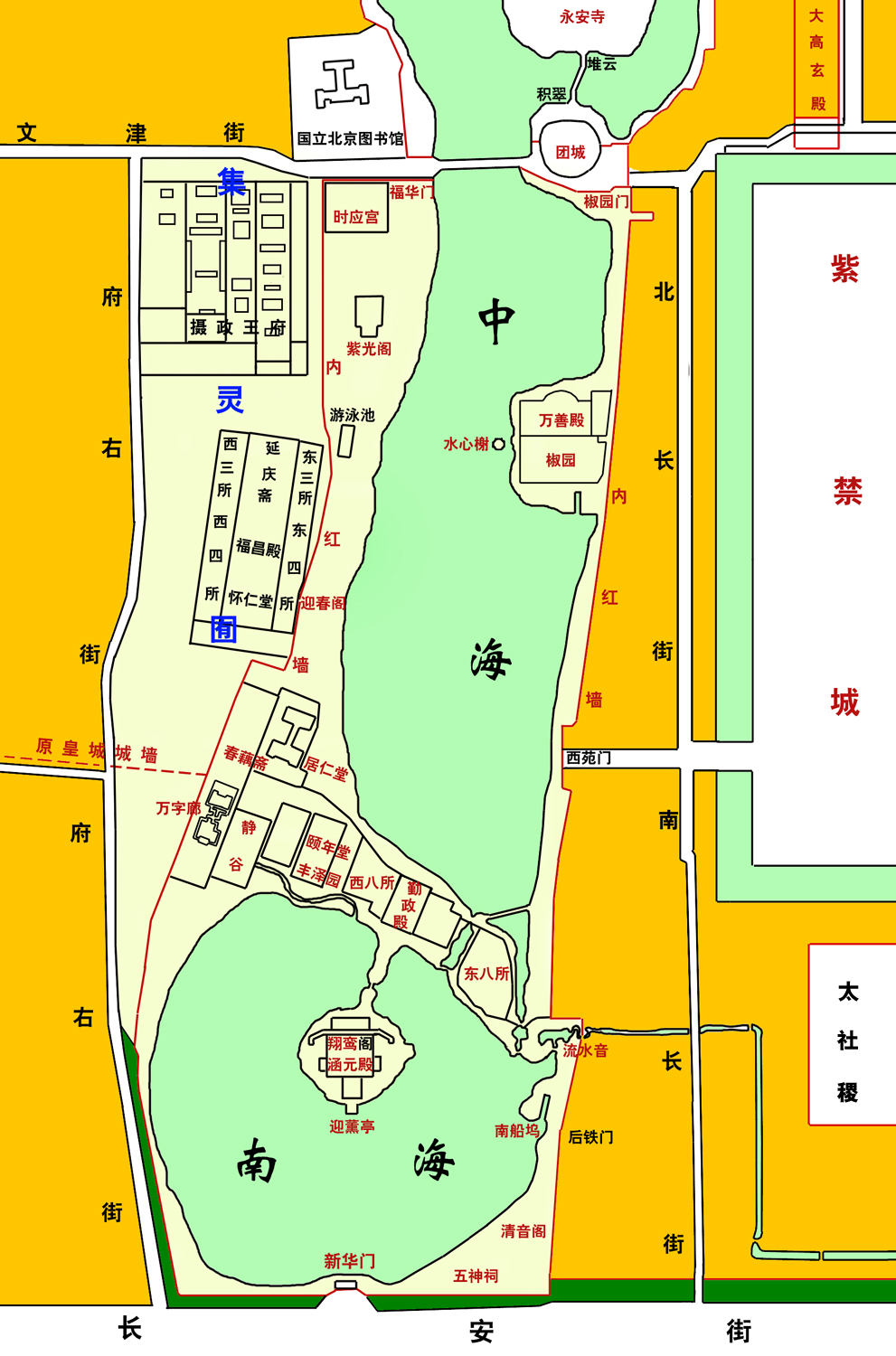
中南海平面図

ヴェールに包まれた中南海ではあるが、例外的に一般人の立ち入りが認められることがあり、その実像を垣間見ることもできる。中国の新興ホテル「桔子水晶（クリスタルオレンジ）酒店集団」を経営する呉海は、2015年3月下旬中国版LINE「微信」に李克強首相への公開書簡を投稿し、民間企業が置かれた理不尽な立場を、権力者にへつらう「卑屈な悪の手先」に例えた。これが中央政府の目に留まり、中南海に呼ばれた。そこで30人もの官僚や専門家を前に中国での行政改革の必要性を語ったという。「地方政府の庁舎には、もっと豪華なものもあるのに。中南海の建物は意外に古かった。まるで1950年代のオフィスみたいだった」と感想を述べた。

## 中南海の建物

### 中海
中海は中南海の北部に位置する地区で、中華人民共和国人民政府の本拠地としての機能を果たしている。中海には国務院総理執務室、国務院副総理執務室、中華人民共和国国務院総弁公室などを含む政府機関が多数置かれている。 海外および国内の重要な要人は通常、中南海北部区で迎えられる。
攝政王府/摄政王府(Regent Palace)
この建物は中南海の北西角の大部分を占める大きな四合院様式の邸宅であった。建物の大部分は現在は保存されていないものの、現在は国務院の主要な会議場と事務室が置かれている。摂政王府のかつての正面玄関と上部ホールは、現在国務院の会議室の場所として使用されている。国務院には合計6つの会議室があり、さまざまな目的に使用される。 国務院全体と国務院常務委員会の毎週の会議はどちらも第 1 会議室で開催される。第一会議室の前には約30 メートルの廊下があり、2017年頃に存在した科学技術関連の展示スペースが設置されている。この廊下は第二会議室にも通じている。 国務院の主要な政策研究部門である国務院調査弁公室は現在、かつて摂政王府の正面玄関があった建物内の空間に入居している。
明の時代、嘉靖帝は中南海の主な宮殿としてこの地に万寿宮を建てた。その名を冠した建物の名前は、1909 年にここに宮殿を建てるための土地を与えられた溥儀の摂政ザイフォン、愛新覚羅載灃に由来している。この建物は1911年に清朝が終わるまでに完成していなかった。中華民国時代にはこの建物は完成していなかっために、当初は首相官邸および内閣の会議場が置かれていた。1918年、徐世昌総統は総統官邸と首相執務室を切り替え、自身の住居を摂政王府に移転し、首相と閣僚は豊穣の園の典修殿に移転した。  1923年に淮仁殿が大統領官邸となると、摂政宮殿は陸海軍部門の所在地となった。
1949年以降、中華人民共和国は再びこの建物を首相および国務院の本部として使用した。当時、建物は老朽化が目立ち始めていたが、周恩来首相は緊縮財政への取り組みを理由に改修工事に抵抗した。 1970 年代後半の中南海の大規模改修中に、摂政宮殿を近代化する計画が立てられた。しかし、建物の品質は非常に悪く基礎は緩んでいて、木の柱の間の隙間は壊れたレンガで埋められていることが判明した。その結果、上部ホールと玄関ホールは取り壊され、完全に再建された。
西花殿(西花厅/ 西花廳、West Flower Hall )

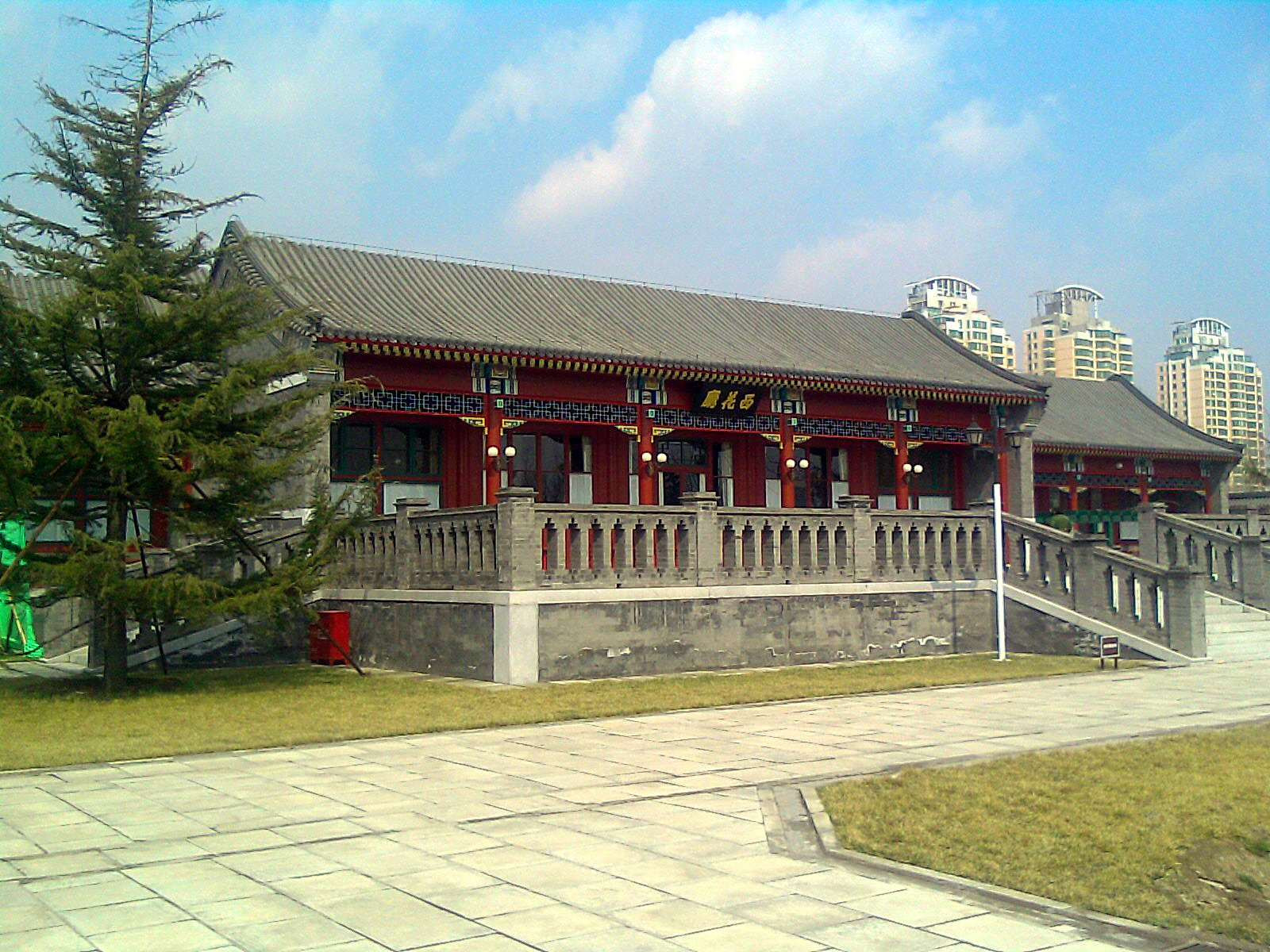
天津にある西花殿のレプリカ

中南海の北西の角に位置するこの建物は、摂政王府の居住区として建設された。その後、西花殿は周恩来首相の私邸として使用されていた。この建物には2つの中庭があり、前庭は趙が外国客と会ったり食事をしたりする場所で、裏庭には周の個人事務所、寝室、会議室などが設置されていた。王府の大部分とは異なり、西花殿は1970年代になっても取り壊さることはなかっなかった。周の死後、妻の鄧英超は1990年まで西花殿に住んでいた。1990年代後半に李先念国家主席の未亡人である林佳楣とその子供たちと孫たちは西花殿に移り住み、ここは「北院核心」として知られるようになった。伝えられるところによると、 林佳楣は2014年の時点でもまだ西花殿に住んでいたとされている。
首相官邸/総理弁公室(总理办公室/總理辦公室、Premier's Office )
首相官邸には、国務院総理と国務院副総理の執務室が置かれている。この建物は1970年代の摂政王府の大規模改修中に建設された。西棟にある中国共産党職員の執務室は特定の個人に割り当てられ、その個人が肩書や役割を変更しても必ずしも変更されるわけではないが、総理と副総理の執務室は特にその職の現職者に割り当てられている。入居者は任期が終了したら退去するのが礼儀となっている。首相官邸には、旧摂政王府エリアの他の建物のような正門や中庭はなく、代わりに屋根付きのアクセススロープが設置されている。
第四会議室(Fourth Conference Room)
この建物には国務院の第四会議室が入所している。第四会議室は、国務院職員と特別に招待された政府関係者以外の人々との会議に使用される。第四会議室の前には伝統的な中国の大きな門と中庭があり、国務院職員と来賓の写真撮影に使用されている。チュン王子によって建てられた摂政王府の元の構成では、第四会議室があるエリアは銀安殿 (银安殿;銀安殿) として知られていた。第四会議室があるエリアは銀安殿 (银安殿;銀安殿) として知られている。
紫光閣(紫光堂/紫光阁、Ziguang Hall )

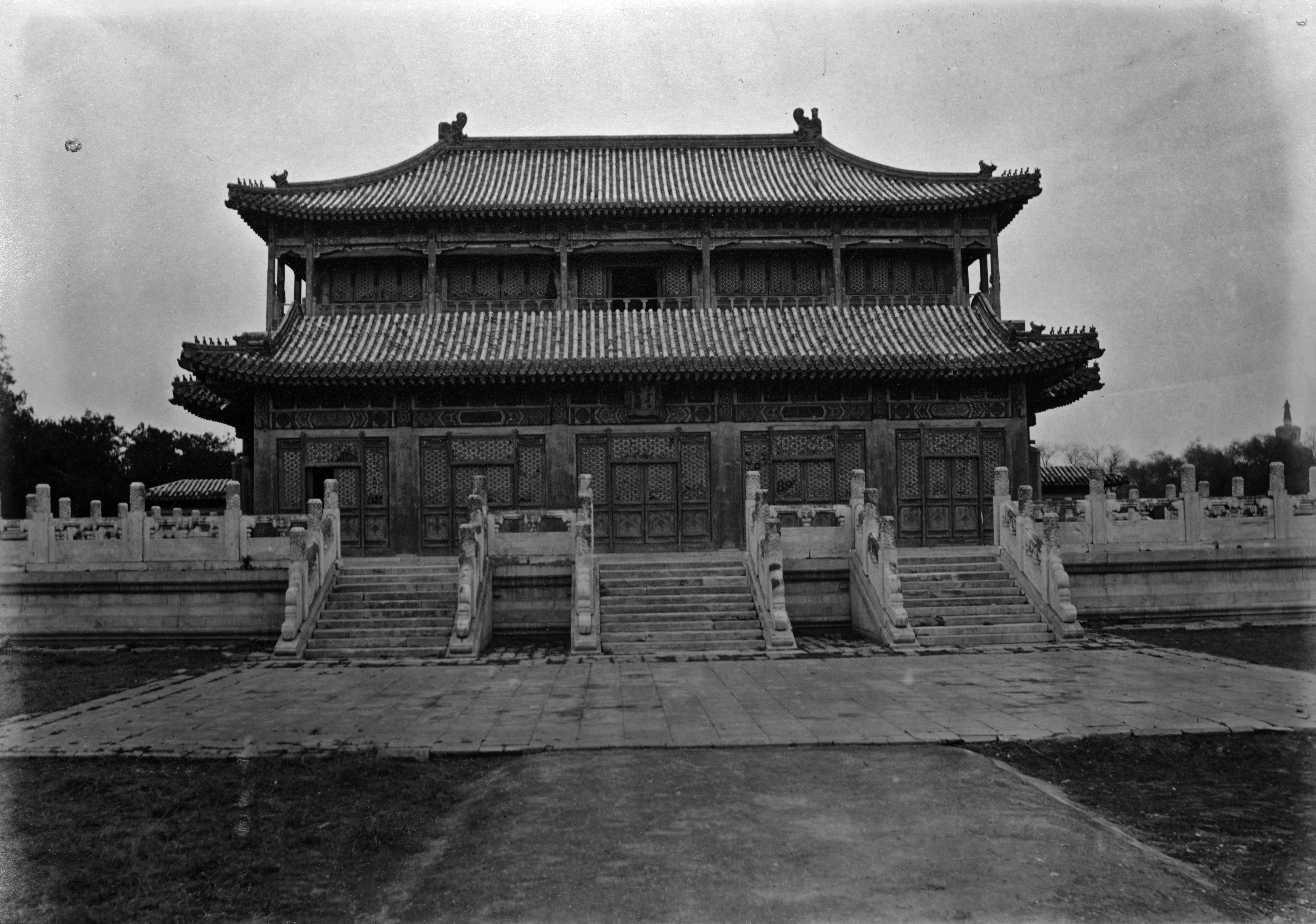
紫光閣(1879年頃)

中央海の北西岸に位置する2階建ての展示館でる。紫光殿のすぐ後ろには武成殿と呼ばれる別の 展示館があり、紫光殿とつながって中庭を形成している。この建物は明の時代、もともとは正徳帝が軍事演習のために建設した建物であった。正徳帝の後継者である嘉靖帝は、壇の代わりにここに紫光閣を建設した。この建物は清朝時代に康熙帝が近衛兵の訓練を視察するためにこの場所を使用したことにより再建された。乾隆帝の治世中、この建物は戦況の壁図や押収した武器を展示するために使用された。この建物は「野蛮人貢物の殿堂」としても知られ、皇帝への貢物使節団を受け入れるために使用された。 中華人民共和国の設立後の1949年以降、この建物は時々ダンスのために使用された。後に建物の西側に大きな近代的な会議場が建設された。紫光堂は現在、中南海の主要な受付場所として、外国外交官との会合や世界の指導者との会談に使用されている。武成殿は、中国の指導者が訪問する指導者と並んで座っている写真を撮る機会によく使われている。 
国務院講堂 (国务院小礼堂) は紫光閣の西側につながっている。 1949 年以降の初期には、国務院講堂は映画館として使用され、週に数回上映が行われていた。この建物は国務院職員の食堂としても使用された。 この講堂は 1979年に現在の形に更新され、国務院職員を集める必要がある式典やその他の行事に使用されている。
テニスコート(Tennis Court)
中南海国務院地区に屋内テニスコートを建設するという当初計画は1980年代後半に策定された。当時、中国は国際交流旅行に新たな外交使節団を大量に受け入れていた。当時、紫光堂にこれらの外交官を受け入れる設備が不十分だと感じた一部の当局者は、ゲストラウンジとテニスコートを近くに建設することを提案した。屋内テニスコートの提案は当時、田紀雲副総理によって拒否権を発動された。 この最初の抵抗にもかかわらず、2000年代初頭までに中南海に屋外テニスコートが建設された。 2006年に、テニスコートの周囲の建物が再建され、近代化された。テニスコートのすぐ北には中南海診療所が設置されている。
室内プール(Indoor Pool)
屋内プールは都市建設設計研究所によって1955 年に建設された。伝えられるところによると、初代中国共産党主席毛沢東の妻である江青は承認を得るために毛沢東の不在中にこの建物の建設を提案したといういう。それでも毛沢東は清華大学のプールに行くよりも便利だったのでプールを利用した。江青はプールに長時間滞在して仕事をすることが多かった。1958年に毛沢東はプールでソビエト連邦の書記長ニキータ・フルシチョフと会談した。毛沢東が近くのプールサイド ハウスに住んでいた間、中南海の主任技師である田源貴の監督のもと、屋内プールが改装され、拡張された。現在、この室内プールは党幹部らによって使用されており、トレーニングエリアも併設されている。
游泳池(プールサイド・ハウス、 Poolside House )
游泳池(プールサイド・ハウス)は、初代中国共産党主席である毛沢東が頻繁に 1 日の大半をプールで泳いだり、政治や歴史の本や政府関係者からの報告書を読んだりして過ごしていたため、当初は実用的な理由から、大きな屋内プールのすぐ隣に建てられた。そのために建物内には応接室、寝室、そして毛沢東のお気に入りの本が置かれた書斎が建てられ、毛沢東が常にプールの近くにいることができる游泳池が作られた。結局、中南海の職員の間では、「あなたはプールに指名手配されている」という言葉は、すぐに毛沢東に出頭するよう命じられることを意味するようになったとされている。
毛沢東は文化大革命の初めの1966年に菊図書館から游泳池に引っ越し、游泳池に住むようになった。特に晩年には、游泳池は訪問外国指導者が毛沢東に会う場所となり、アメリカ大統領リチャード・ニクソンや日本の時の総理大臣である田中角栄などが例として挙げられる。1976年に毛沢東が亡くなった後、周恩来の妻である鄧英超は摂政王府と西花殿の大規模な改築中に短期間ここに住み、改修完了後に西花殿に戻った。游泳池に隣接するオリジナルの屋外スイミング・プールは、中南海が公共公園だった1933年に官民協力により建設された。チケットは毎年5月から8月にかけて北京市民を対象に販売された。1946 年から中華民国の終焉まで、インフレのためプールを利益を上げて運営することが困難であった。
延慶樓/延庆楼(Yanqing House)
延慶樓と他のいくつかの隣接する建物は、1922年頃に北京政府の時代に建てられた。北京政府の事実上の統治者であった曹錕(第5代中華民国大総統)は近くの淮仁に住んでいた間にに延慶樓を仕事場として使用していた。彼の妻と側室は、隣接するいくつかの建物に住んでいた。1924年に曹昆が打倒されると、彼は延慶樓に2年間幽閉された。2000年代初頭までに延清邸は取り壊され、2つの中庭のある平屋建ての建物に建て替えらた。この建物は延青寨（延庆斋）とも呼ばれている。
万山寺(万善殿/萬善殿)
万善殿または萬善殿とも呼ばれていることで知られる万山寺は、中南海の東海岸にある仏教寺院である。もともと崇志殿として知られていたこの寺院は、清朝の順治帝皇帝 (1644 ～ 1661年) によって建てられた。堂内には仏像が並んでおり、寺院の裏手にはドームと七重塔のある千聖堂がある。

### 南海
南海は中南海の南部地区を指す用語で、中国共産党の本拠地としての役割持ち、中国共産党中央委員会総書記(中華人民共和国主席を兼務)の執務室、中国共産党中央弁公庁の本部や 中国共産党の最高意思決定機関である中国共産党中央政治局常務委員会、中国共産党中央政治局、中国共産党中央書記処の事務局と会議室が置かれている。
淮仁堂 (怀仁堂または懷仁堂、英語:Hall of Cherished Compassion')

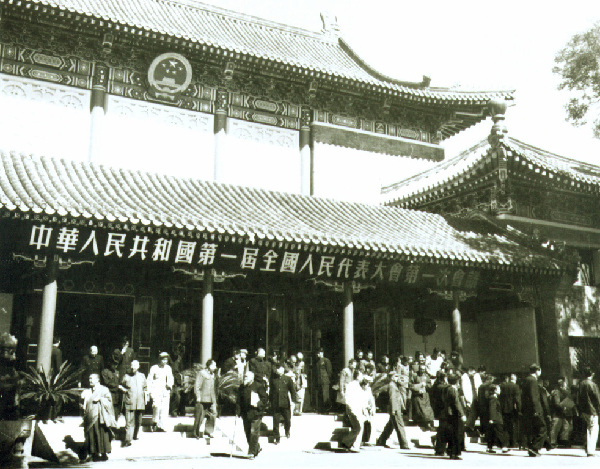
第1回全国人民代表大会開催中の淮仁堂(1954年)

淮仁堂は、中国共産党政治局の主な会議場および政治局常務委員会の代替会議場として使用する2 階建ての中国様式の建物である。この建物は、金融経済指導派や全面深化改革指導派など、中国共産党のいくつかの指導派閥の会合場所としても使用されている。
この建物は、近くの紫禁城にある精神修養の殿堂に代わって、当時の中国の事実上の統治者であった西太后の日常の職場として使用された。義和団の反乱後、淮仁殿は建物が火災で損傷するまで、占領する八カ国連合軍の司令官アルフレッド・フォン・ヴァルダーゼーの執務室となった。1902 年に西太后は500万テールの銀を費やして淮仁殿を再建し、最終的に1908年に淮仁堂で死亡した。1911年の中華民国の建国後、袁世凱初代大総統はこの建物を外国賓客との会見や会議に使用した。また、新年のご挨拶もこの建物で行われた。袁が死去すると、淮仁堂ここは彼の葬儀の場となった。曹昆が総統に就任すると、淮仁殿を邸宅として使用した。北京政府の終焉後、淮仁堂は恒久的に使用されなくなり、北京市政府に譲渡された。
中華人民共和国成立後、1949年に中国人民政治協商会議の第1回本会議が淮仁堂で開催された。1953年、アジア太平洋の平和に向けて建物は2階建ての建物に改築された。新しい会議場は、1954年の全国人民代表大会の第1回会議に使用された淮仁ホールは中央政府の講堂となり、建設前はさまざまな芸術ショーや政治会議 (中央委員会総会を含む) が頻繁に開催された。1964年に京西ホテルが創設された。

### 勤政殿

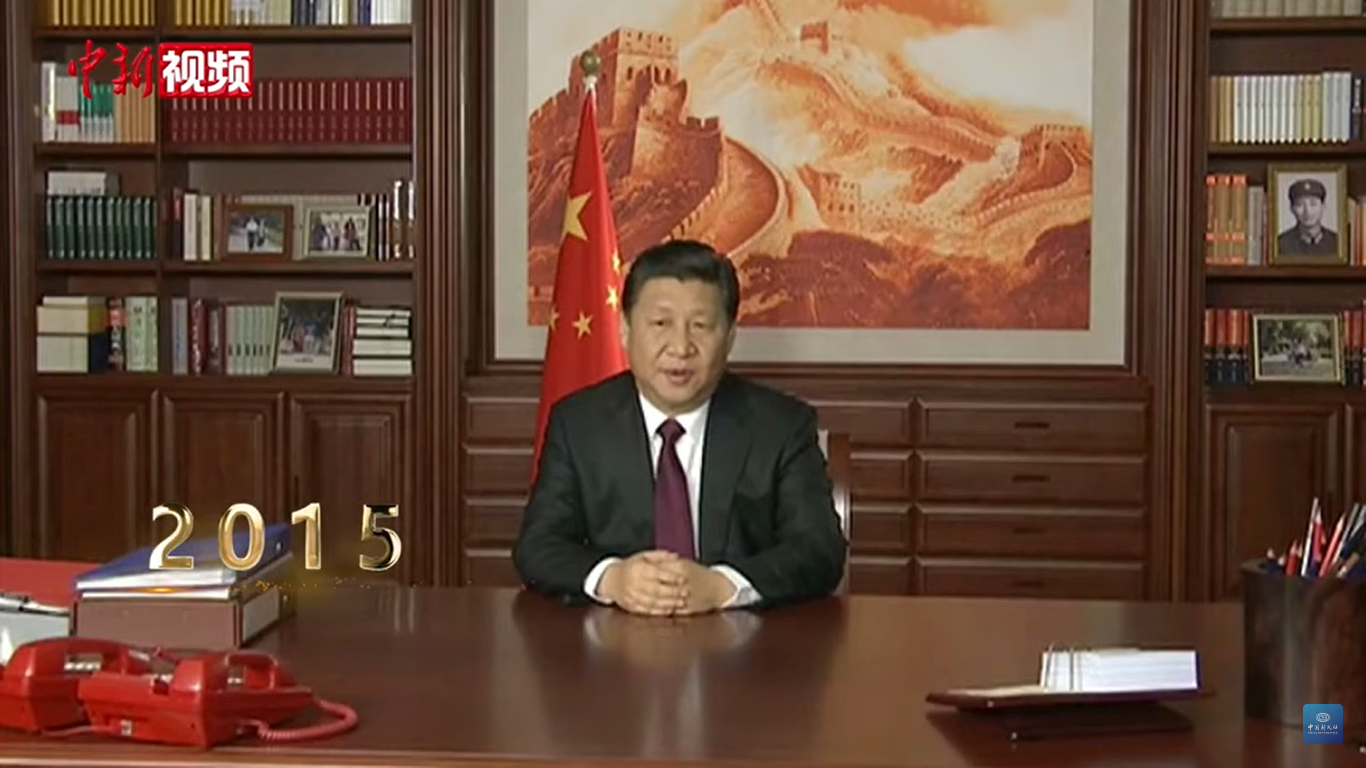
勤政殿に置かれている執務室に座る習近平党総書記

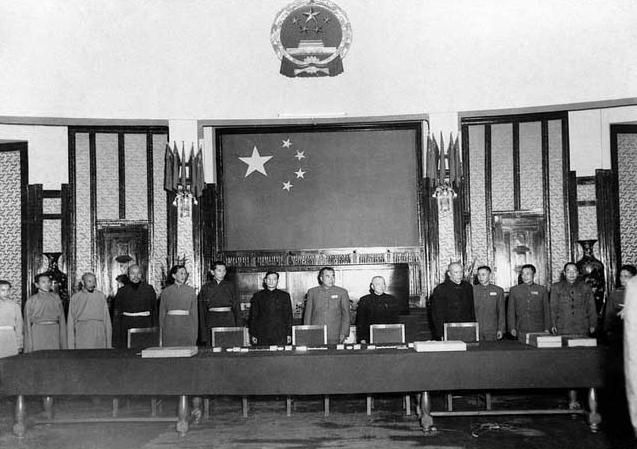
十七項目協定締結時の 1980 年以前の構成の勤政殿

勤政殿は、中国共産党中央書記処の本部であり、現在は中華人民共和国の最高指導者(中国共産党中央委員会総書記、中国共産党中央軍事委員会主席、中華人民共和国中央軍事委員会主席、中華人民共和国主席を兼務)の執務室(官邸)と事務局の所在地として知られている。また、この建物には政治局常務委員会の主な会議場として機能する会議室も含まれている。 政治局常務委員会が会議を開く部屋は小会議室と呼ばれ、勤政殿の北側の廊下沿いに位置している。 この小会議室は中国共産党中央書記処の書記たちの会合場所としても使用されている。
書記長の個人事務所は、1980年代に書記長の政策秘書の職場として機能していた事務所の裏手にある。この事務局は当時の鮑彤書記が担当していたが、その後、それに関連する役職とスタッフは中国共産党書記長室としてより正式なものとなった。政策書記のオフィスは、中央委員会の事務局長の職場として機能した別のオフィスの背後にある。 政策書記のオフィスは、中央委員会の事務局長の職場として機能した別のオフィスの背後にある。総事務局長の職が「大内总管」（大内总管）と呼ばれるのは、事務局長の執務室が中国共産党総書記の執務室の前にあるためでもある。
勤政殿には書記長室に加えて中国共産党中央書記処総書記の執務室の所在地でもあり、総書記は党を運営する役割を担っているため、党中央書記処の日常的な党運営に事実上の責任を負っている。国。アメリカの指導者とのハイレベル会談を行うことを目的として、勤政殿からワシントンDCのホワイトハウスまでつながる暗号化されたホットラインが置かれている。
元の勤政殿は康熙帝によって中南海の複合施設の正殿として建てられ、中南海における皇帝の主要な居住および執務空間としての役割を果たした。1911年の革命後、この建物は中華民国と中華人民共和国の両方で政府会議の会場として機能した。勤政殿は、1949年から1954年の憲法公布(中華人民共和国憲法 (1954 年))までのの期間中国を統治する暫定評議会である中央人民政府委員会の会議の場として機能した。勤政殿は中央人民政府の本部として機能する一方、チベットが中華人民共和国の主権下に入る条件を定めた1951年の十七か条協定の場でもあった。1970年代後半、中央委員会総弁公室の主任である汪東興は勤政殿を取り壊し、その再建に予定されていた690万元を費やして私邸を建てた。1978年に王洪文が中央委員会総弁公室の主任を解任されたため、彼の計画は達成できなかった。勤政殿は1980年に事務局の本部として発足した。
慈善堂(居仁堂)
この建物は、 清の時代には海塩堂と呼ばれた 2 階建ての洋風宮殿であった。西太后は女性客をもてなすため、または外国外交官を迎えるためにこの建物を建てさせた。義和団の乱の鎮圧後、イールアン寺院が火災で焼失したため、八国同盟の司令官アルフレッド・フォン・ヴァルダーゼーがここに移住し、中華民国の建国後に袁世凱初代大総統によってこの建物は慈善堂（ジェレンタン）と改名され、訪問者をもてなすために使用され続けた。
1949年以降、中国共産党中央軍事委員会(CMC) の職員が中南海郊外に移転するまで、この建物は中央軍事委員会 (CMC) の初期の本部として使用された。1956年に中国共産党中央書記処は党主席の職員から独立した機関となり、独自の本部が必要となった。新しい総書記の鄧小平は事務局の所在地として慈善館を選んだ。この建物は 1964 年に最終的に取り壊され、現在は公園として開放されている。事務局のオフィスは、1980年に秦正ホールに移転する前に、一時的に西棟敷地内の「C棟」に移転された。

## 中南海を訪ねた外国人
2015年4月、中国国有の巨大複合企業である中信集団（CITIC）傘下の証券会社である中信証券の上級役員を務めた徳地立人（1952年－）は、スタンフォード大学の政治学者であるフランシス・フクヤマと経済学者の青木昌彦と王岐山・中央規律検査委員会書記とを中南海において引き合わせた。歴史や哲学など様々な角度から政治制度を深く考えるフクヤマ、中国の経済制度改革にも影響を及ぼす青木と、歴史学を学び、フランスの政治思想家アレクシ・ド・トクヴィルの著書を読む王とを引き合わせ、中国の将来を長い目で語り合うきっかけにしたかったからという。徳地によると、中南海の部屋に入ると、びょうぶの向こうにノーネクタイの王がおり、真っ赤な赤いじゅうたんの上に黒い布靴が目立っていたという。

## ギャラリー

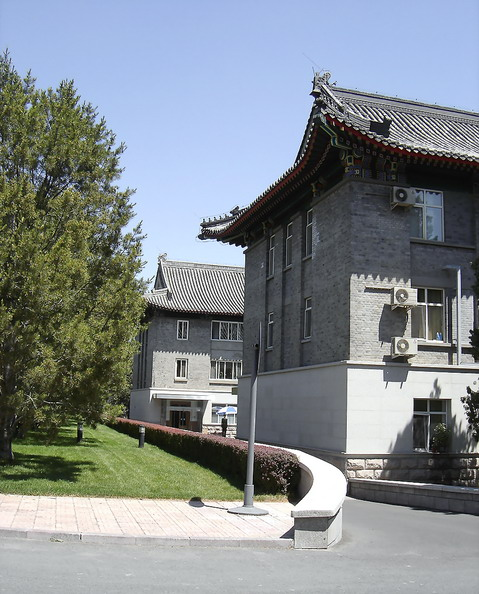
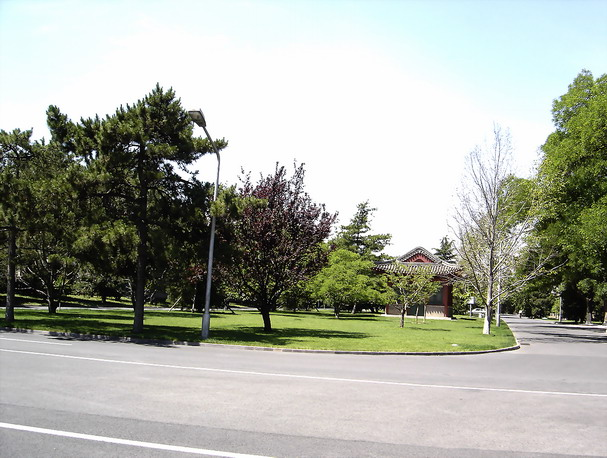
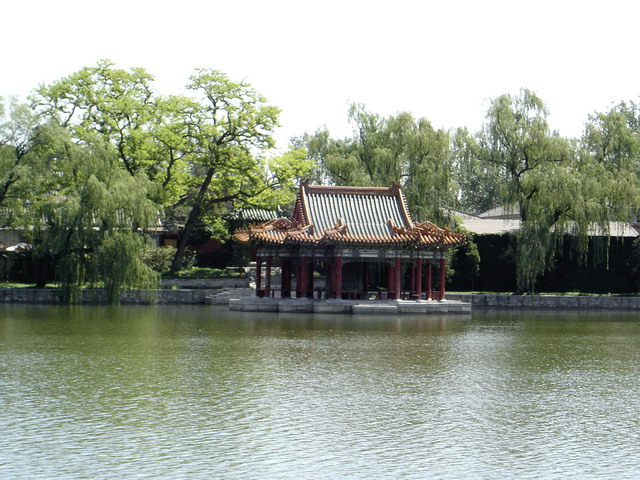
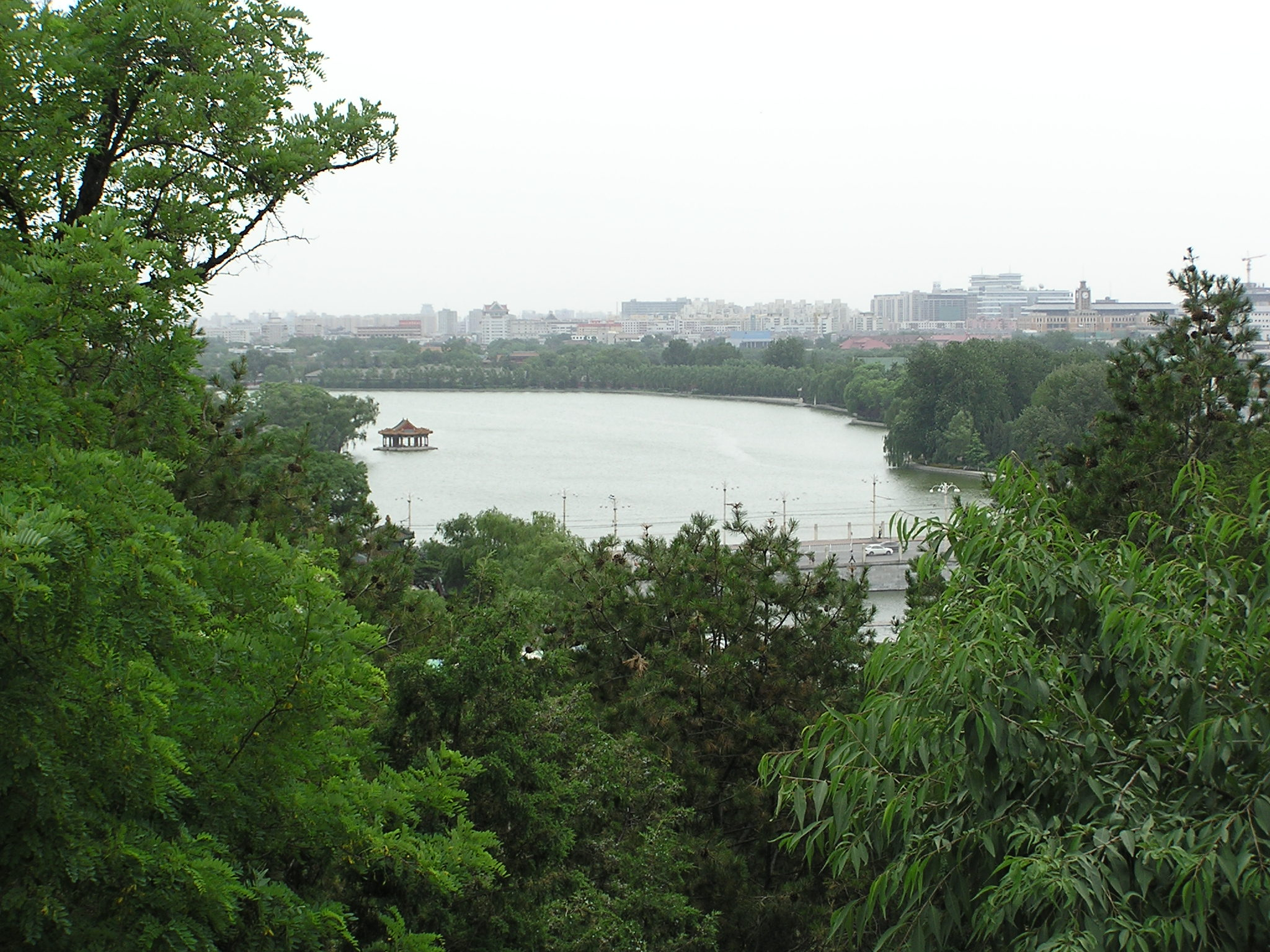